# 131ª Squadriglia
La 131ª Squadriglia era un reparto del Regio Esercito.

## Storia

### Prima guerra mondiale
Il 20 marzo 1917 viene creata a Torino la 131ª Squadriglia Pomilio ed il 30 aprile va al Centro Formazione Squadriglie del Campo di aviazione di Arcade.
Il 17 luglio va a Lavariano di Chiasiellis comandata dal Capitano Luigi Bourlot che disponeva di altri 8 piloti e 2 mitraglieri era inquadrata nel I Gruppo per la 3ª Armata con 7 Pomilio.
Il 25 agosto 5 aerei bombardano tra Duino-Aurisina e Sistiana ed in seguito un Pomilio PD colpito da 2 cannonate atterra in emergenza vicino a Doberdò del Lago.
Nell'ambito della Battaglia di Caporetto il 26 ottobre il Pomilio del Sergente Rachele Mori con il mitragliere Cometto contribuisce all'abbattimento su Doberdò di un idrovolante austriaco Brandenburg K ed il 27 ottobre ripiega su Comina (Friuli-Venezia Giulia), il 31 ottobre su Arcade ed il 6 novembre all'Aeroporto di Padova.
Il 29 ottobre l'aereo del Tenente Giuseppe Alfonsi con l'osservatore Vincenzo Di Filippo abbatte sull'Isonzo l'idro Hansa-Brandenburg FB K225 e l'8 dicembre il Serg. Attilio Canzini con Cometto rivendicano una vittoria dopo il Pasubio.
Nel 1917 ha svolto 263 voli di guerra ed alla fine dell'anno disponeva di 7 piloti e 8 osservatori tra cui il Ten. Giacomo Macchi.
Il 4 gennaio 1918 un bombardamento sul campo volo danneggia tutti gli aerei ed il 4 febbraio il reparto va a Fossalunga.
Il 25 febbraio Alfonsi con il Colonnello Riccardo Moizo lanciano bombe a mano e mitragliano il campo di San Fior.
Il 25 marzo il Pomilio PE del Ten. osservatore Orazio Brizio Soletti e del Serg. Renzo Baudino viene attaccato da 6 caccia ed abbattuto dall'Albatros D.III dell'Asso dell'aviazione Godwin Brumowski.
In primavera dispone di 10 PE ed il comando passa al Cap. Gisulfo Berni.
Il 31 maggio va a Marcon nel V Gruppo ed il 18 giugno lanciano 52 bombe sparando 800 colpi sulle truppe a Fossalta di Piave.
Il 23 giugno 3 aerei bombardano e mitragliano a Ponte di Piave ed il 1º luglio l'unità dispone di 7 Pomilio, dei Savoia-Pomilio, 13 piloti e 13 osservatori.
In estate il comando interinale passa al Ten. osservatore Innocente Alè e poi il comando va al Cap. Giovanni Rebaudengo che alla fine di settembre dispone di 8 Pomilio e 2 PD.
Alla metà di ottobre il comando torna ad Alè.
Nel 1918 il reparto ha svolto 188 voli di guerra e nel conflitto 429 voli di guerra, eseguendo 3.644 fotografie.
Il 21 novembre l'unità torna al I Gruppo ed alla fine dell'anno va a Cascina Farello di Aquileia.
Viene sciolta nel marzo 1919.
Al 15 agosto 1921 è all'Aeroporto di Napoli-Capodichino come trasformazione della 110ª Squadriglia inquadrata nel I Gruppo. Nel luglio 1922 era a Capodichino comandata dal Cap. Achille Pierro ed al 23 ottobre disponeva dei SIA Fiat R.2. Sempre a Capodichino nel I Gruppo al 1º gennaio 1923 dispone di 7 Fiat R.2 ed al 1º gennaio 1924 vola con 18 SIA Fiat R.2 della Regia Aeronautica. Al 24 ottobre 1925 dispone di 12 SIA Fiat R.2 a Capodichino inquadrata nel 66º Gruppo del 20º Stormo.

### Guerra d'Etiopia
La 131ª Squadriglia da ricognizione il 16 agosto 1935 riceve ordine di mobilitazione per l’Africa orientale nell'ambito della Guerra d'Etiopia. Tra il 28 e il 29 agosto il reparto si imbarca diretto a Massaua dove arriva il 6 settembre; cominciano le operazioni di montaggio e collaudo dei 10 IMAM Ro.1; il 28 settembre l’intera unità va a Gura (Eritrea); a partire dal 3 ottobre la squadriglia partecipa alle operazioni belliche inquadrata nella III Brigata aerea di Asmara.
La 131ª Squadriglia viene chiusa il 20 dicembre 1935.

### Seconda guerra mondiale
Al 10 giugno 1940 la 131ª Squadriglia Ricognizione con 6 IMAM Ro.37bis della Regia Aeronautica all'Aeroporto di Capodichino nel 66º Gruppo del 20º Stormo Osservazione Aerea a supporto dell'Alto Comando dell'Esercito nell'Aviazione Ausiliaria per l'Esercito.
All'inizio del 1943 riceve i Caproni Ca.313 quando era nel 65º Gruppo O.A..
Ai primi di settembre 1943 era all'Aeroporto di Ajaccio Napoleone Bonaparte con 7 Caproni Ca.314 nel 65º Gruppo del 20º Stormo da Osservazione Aerea nell'ambito dell'Occupazione italiana della Francia meridionale.